# Daniíl Panagópoulos
Daniíl Panagópoulos ou Daniíl, né en 1924 à Pyrgos et décédé le 12 juillet 2008 à Río, est un artiste visuel grec.

## Biographie
Daniíl Panagópoulos a effectué son lycée à Pyrgos. En 1943, il s'inscrit à l'école de médecine d'Athènes mais abandonne ses études en 1944 afin de se tourner vers la peinture. Il étudie à l'École des beaux-arts d'Athènes au sein de l'atelier de Konstantínos Parthénis entre 1944 et 1947. En 1954, il obtient une bourse d’État durant trois ans qui lui permet de compléter ses études à Paris : il y étudie la peinture et l'art de la mosaïque.
En 1964, il expose Trois propositions pour une nouvelle sculpture grecque à la Biennale de Venise. Selon Lina Tsikouta, conservatrice à la pinacothèque nationale d'Athènes, « cette exposition a été une étape importante pour l'art grec moderne car elle a établi l'entrée du modernisme d'après-guerre en Grèce ». Également intéressé par la théorie, il publie plusieurs articles dans différentes revues.
En 1998, une exposition rétrospective est organisée à la pinacothèque nationale d'Athènes. La même année, il donne à la pinacothèque trois de ses œuvres. En 2007, il effectue une importante donation à la pinacothèque : c'est pour cela qu'une salle de la pinacothèque porte son nom.

## Vie privée
Il était marié à Thérèse Dufresne ingenieur chimiste et poetesse.

## Collections publiques

### Pinacothèque nationale d'Athènes
La pinacothèque nationale d'Athènes possède 38 œuvres de Panagopoulos dont :
- 1963 : Le Moulin à Images[4] ;
- 1965 : Hommage à Goya[5] ;
- 1965 : Boîte[6] ;
- 1966 : Boîte noire[7] ;
- 1967 : Hommage et Dommage à Vénus[8] ;
- 1968 : Spectacle urbain, n°14[9] ;
- 1968 : Trafic man, n°16 ;
- 2000 : Toile de jute, I/2000[10].